# Alsószentbenedek
Alsószentbenedek (korábban Ivanócz, szlovénül: Ivanovci) falu Szlovéniában, Muravidéken, Pomurska régióban. Közigazgatásilag Alsómaráchoz tartozik.

## Fekvése
Muraszombattól 12 km-re északkeletre a Vendvidéki-dombság (Goričko)  tájegységben a Szentbíbori-patak forrásvidékén fekszik.

## Története
A település területén már az ókorban is éltek emberek, ezt bizonyítják a határában található római kori halomsírok. A középkorban az első, 1314-ből ismert birtokosa a Nádasd nembeli Darabos család, melynek tagjai Nádasdon kívül Zalában is birtokosok voltak. Az Amadé nembeli Miklós, még 1323-ban vásárolta a falut részben pénzért, részben a somogymegyei Baráti faluért cserébe.
1340-ben a Nádasd nemzetség oszkai ágához tartozó Pető unokaöcscsével, Istvánnal I. Beke fiával együtt megjáratja Ivanócz és a mellette levő Mihályfölde határait. Ekkor említik a falu nevét írásban először "Iwachnolch" alakban. 1355-ben Miklós megölte testvérét II. Bekét, mire válaszul a zágrábi püspök, Frankay Miklós, rögtön elkérte a királytól mind II. Bekének, mind Miklósnak Oszkó, Nagy-Mákva, Mihalócz, Dolina, Bokrács és Ivanócz falvakban levő részeit. Az 1355-ös oklevélben "Ivanoch" alakban szerepel. Ugyanebből az évből tudomásunk van arról, hogy a gersei Pető család Nagy-Mákva, Oszkó, Mihalócz, Dolonya és Volkarács mellett Ivanócz helységben is földesúr.  A Nádasd nemzetség Nádasdy- és Darabos-ágainak csak nagy nehezen 1364-ben sikerült Frankay Miklóssal, akkor már esztergomi érsekkel kötött egyezség alapján az elajándékozott javakból Ivanócz, Bokrács és Dolina falvakat visszakapni. 1403-ban "Iwanholch", 1414-ben "Iwahonolcz" néven említik.  A Nádasdyak 1414-ben Mákfa, Ivanócz, Nádasd és számos vend falura nyernek királyi adományt. 1468-ban "Iwanolcz", 1472-ben "Iwanowcz", 1483-ban "Iwanocz", 1504-ben "Iwanolcz" alakban említik mint a Nádasd nemzetség birtokát.
Vályi András szerint "IVANÓCZ. Elegyes falu Vas Várm. földes Urai Inkey, és több Urak, lakosai katolikusok, fekszik Kantsócshoz közel, és annak filiája, javai külömbfélék."
Fényes Elek szerint "Ivanocz, vindus falu, Vas vmegyében: 44 kath., 197 evang. lak. F. u. gr. Festetics Tasziló és Inkey Imre kamarás."
Vas vármegye monográfiája szerint "Szent-Benedek, 65 házzal és 359 r. kath. és ág. ev. vallású, vend lakossal. Postája Mártonhely, távírója Muraszombat. Itt volt hajdan a szent-benedek-rendi apátság."
1910-ben 324, túlnyomórészt szlovén lakosa volt. A trianoni békeszerződésig Vas vármegye Muraszombati járásához tartozott, 1919-ben átmenetileg a de facto Mura Köztársaság része lett. Még ebben az évben a Szerb–Horvát–Szlovén Királysághoz csatolták, ami 1929-től Jugoszlávia nevet vette fel. 1941-ben átmeneti időre ismét Magyarországhoz tartozott, 1945 után visszakerült jugoszláv fennhatóság alá. 1991 óta a független Szlovénia része. 2002-ben 131 lakosa volt.

## Nevezetességei
Határában római kori halomsírok találhatók.

## Híres emberek
- Itt született Gyurikovits György (1780–1848) bíró, jogtörténész, a Magyar Tudományos Akadémia levelező tagja
- Itt született 1826. február 9-én Borovnyák József római katolikus pap, író, nemzetiségi vezető.
- Itt született 1857. augusztus 25-én Ivanóczy Ferenc magyarországi szlovén író, római katolikus plébános, Muraszombat esperese, a szlovén kisebbség máig legnagyobb hatású politikai és kulturális vezetője.
- Itt született 1816. május 1-jén Terplán Sándor magyarországi szlovén evangélikus lelkész és író.
- Itt született Lutarics Péter Ágost magyarországi szlovén költő.
- Itt hunyt el 1877. február 15-én Szelmár István magyarországi szlovén (vend) római katolikus pap és író.